# 帕特里克·曼宁 (赛艇运动员)
帕特里克·曼宁（英語：Patrick Manning，1967年5月6日—），美国男子赛艇运动员。他曾代表美国参加1992年夏季奥林匹克运动会赛艇比赛，获得男子四人单桨有舵手银牌。